# Orangie Ray Hubbard
„Orangie“ Ray Hubbard (* 23. Februar 1933; † 1. September 2011) war ein US-amerikanischer Country- und Rockabilly-Musiker.

## Leben

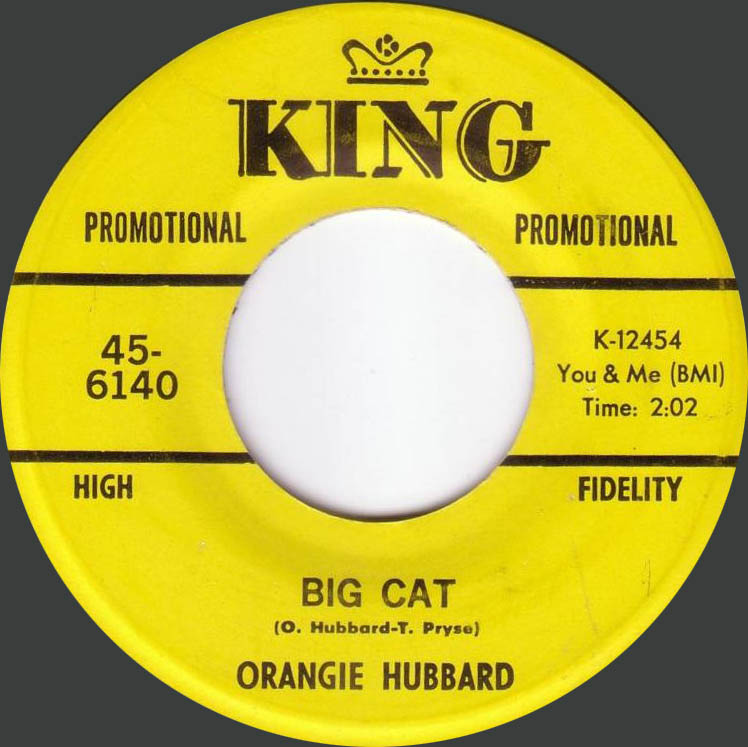
Big Cat, 1967

Hubbard startete seine Karriere Mitte der 1950er Jahre in Barbourville, Kentucky. In einem von dem lokalen Radiosender veranstalteten Talentwettbewerb gewann er eine Plattenveröffentlichung bei Dixie Records. Im November 1957 wurde sein Rockabilly-Song Sweet Love auf einer Dixie-Platte veröffentlicht; auf der B-Seite befand sich If I had a Nickle for Every Time Your Untrue von David Lundy, der ebenfalls an dem Talentwettbewerb teilgenommen hatte.
Danach zog Hubbard nach Cincinnati, Ohio, wo er tagsüber in einer Automobilfabrik arbeitete und abends in Clubs und Bars auftrat. Sein Repertoire umfasste Country- und Rockabilly-Stücke. 1959 spielte er für El Raders Label Lucky Records aus Cincinnati eine weitere Single ein. Look What I Found / Is She Sore erschien 1959, bekam aber nur eine schlechte Bewertung des Musikmagazins Billboard in der Septemberausgabe.
In den 1960er Jahren wechselte Hubbard vom Rockabilly zum Country und erhielt Mitte des Jahrzehnts einen Plattenvertrag bei King Records in Cincinnati. Als sich mit seiner Single Big Cat aber der Erfolg abzeichnete, starb Labelbesitzer und Produzent Syd Nathan, sodass aus Hubbards Plattenerfolg nichts wurde.
1979 wurden erstmals Songs von Hubbard aus den 1950er-Jahren auf der LP Cincinnati Rock & Roll 1950s in den USA wiederveröffentlicht. Seitdem erschienen seine Aufnahmen auf mehr als zehn weiteren Kompilationen und gelten heute teilweise als Klassiker des Rockabilly-Genres. Hubbard war weiterhin aktiv und trat bei Country- und Rockabilly-Festivals auf. Er starb 2011 im Alter von 78 Jahren.

## Diskografie
| Jahr                    | Titel                                                                                   | Label #            |
| ----------------------- | --------------------------------------------------------------------------------------- | ------------------ |
| 1957                    | Sweet Love / If I Had a Nickle for Every Time Your Untrue [!] (B-Seite von David Lundy) | Dixie 45-662       |
| 1959                    | Look What I Found / Is She Sore                                                         | Lucky 0007         |
| 1967                    | Down on the Bottom / Peepin’ Tom                                                        | King 6097          |
| 1967                    | Big Cat / Pretty Is as Pretty Goes                                                      | King 6140          |
| Unveröffentlichte Titel |                                                                                         |                    |
|                         | - Just Moved In                                                                         | [Status unbekannt] |